# Salix rectijulis
Salix rectijulis là một loài thực vật có hoa trong họ Liễu. Loài này được Ledeb. ex Trautv. miêu tả khoa học đầu tiên năm 1832.